# Pelenike Isaia
Pelenike Tekinene Isaia (* im 20. Jahrhundert) ist eine tuvaluische Politikerin, die von 2011 bis 2015 im Fale i Fono saß. Von 2011 bis 2013 war sie zudem Innenministerin des pazifischen Inselstaates.

## Leben
Isaia arbeitete zunächst in der Tuvalu Cooperative Society und war für die Gesellschaft Leiterin des lokalen Ablegers auf dem Atoll Nui. Ihr Ehemann Isaia Italeti saß ab 2010 für das Atoll im tuvaluischen Parlament Fale i Fono und war Arbeitsminister im Kabinett von Willy Telavi. Als ihr Ehemann 2011 plötzlich verstarb, entschied sich Isaia, selbst in die Politik zu gehen und bewarb sich in der nötig gewordenen Nachwahl, ihrem Mann im Parlament nachzufolgen. Tatsächlich konnte sie die Wahl für sich entscheiden, mit einem Vorsprung von gerade einmal 62 Stimmen. Damit wurde sie nach Naama Maheu Latasi die erst zweite Frau im tuvaluischen Parlament in der Geschichte des Landes. Gleichfalls galt Isaias Wahl auch als politischer Erfolg für die Regierung von Telavi, da Isaia als Unterstützerin der Regierung galt und diese damit ihre hauchdünne Mehrheit von einer Stimme verteidigen konnte.
Telavi nahm sie anschließend in sein Kabinett auf und übergab ihr die Verantwortung für das tuvaluische Innenministerium. Die Plattform Pacific Women in Politics nannte sie zusätzlich auch Ministerin für ländliche Entwicklung, die Cook Islands News von den Cookinseln bezeichnete sie 2012 als Außenministerin. Als Innenministerin blieb Isaia bis 2013 im Kabinett, als die Regierung Telavi von der Opposition gestürzt wurde. Zwei Jahre später verlor sie bei den regulären Parlamentswahlen ihren Sitz; bei zwei zu vergebenden Sitzen im Wahlkreis kam sie nur auf den vierten Platz. Neben ihr verlor auch der zweite Amtsinhaber, Leneuoti Matusi, seinen Sitz. Isaia war nur eine von drei Frauen, die bei den Wahlen fürs Parlament kandidierten. Eine von ihnen, Puakena Boreham, konnte tatsächlich einen der beiden Sitze von Nui gewinnen und folgte damit Isaia als einzige Frau im tuvaluischen Parlament nach.